# Канцеларија за координационе послове у преговарачком процесу са Привременим институцијама самоуправе у Приштини
Канцеларија за координационе послове у преговарачком процесу са Привременим институцијама самоуправе у Приштини је канцеларија при Влади Републике Србије која врши стручне послове за потребе Владе и надлежних министарстава, такође обавља стручне и оперативне послове у преговарачком процесу са привременим институцијама самоуправе у Приштини који се односе на спровођење постигнутих договора у процесу дијалога и преговора, припрему предлога аката Владе, спровођење и праћење спровођења аката Владе, координацију са органима и организацијама у вези са процесом преговора и у спровођењу донетих аката Владе, припремање и организовање састанака у оквиру дијалога и административнотехничку подршку тиму за преговоре, као и друге послове одређене законом и актима Владе. Директор Канцеларије је Драган Владисављевић

## Оснивање и делокруг рада
Канцеларија је основана Уредбом о Канцеларији за координационе послове у преговарачком процесу са Привременим институцијама самоуправе у Приштини 06.03. 2015 и том приликом дефинисан је делокруг рада који се односи на:
 организацију и припрему учешћа органа и организација на преговорима са ПИС, координацију рада органа и организација Републике Србије, када преговарају са ПИС, обједињавање и обраду извештаја са преговора органа и организација Републике Србије са ПИС, праћење процеса и решења ПИС на преговоре органа и организација Републике Србије, координацију органа и организација у вези спровођења донетих аката Владе везаних за преговоре са ПИС, сарадњу са Министарством спољних послова, анализе активности дипломатске мреже по питањима преговарачког процеса са ПИС и припреме одговарајућих информација и активности у вези процеса преговора, припремање извештаја и информација у вези процеса преговора органа и организација Републике Србије са ПИС за Владу, припремање предлога аката Владе у сарадњи са органима и организацијама по питању процеса преговора са ПИС, праћење спровођења аката Владе везаних за процес преговора са ПИС и других аката Владе из свог делокруга, сачињавање извештаја за потребе Владе по питању спровођења аката Владе везаних за процес преговора са ПИС, сачињавање извештаја и информација за потребе Владе и Координационог тела редовно и на захтев, у вези преговарачког процеса са ПИС, припремање и организовања састанака у оквиру дијалога органа и организација са ПИС, административно-техничку подршку тимовима Владе, органима и организацијама у процесу преговора са ПИС, стручни и административно-техничке послове за Координационо тело за преговарачки процес са Привременим институцијама самоуправе у Приштини, припрему седница Координационог тела за ПИС, израду записника са седница Координационог тела за ПИС, израду акта Координационог тела за ПИС и други послови подршке Координационом телу за ПИС, као и на друге послове на захтев Владе у вези са преговарачким процесом са ПИС.

## Организациона структура
За потребе Канцеларије оснивају се следећи сектори :
- Сектор за стручно – оперативне послове у преговарачком процесу са Привременим институцијама самоуправе у Приштини
- Сектор за правне, финансијске и опште послове